# Marianne Austerlitz
Marianne Austerlitz (* 11. Juli 1849 in Wien, Kaisertum Österreich; † vermutlich im August 1942 in Reichenberg, Deutsches Reich) war eine österreichische Bühnenschauspielerin.

## Leben und Wirken
Marianne Austerlitz erhielt ihre künstlerische Ausbildung von Julius Findeisen und wurde von Heinrich Laube als neunjährige Kinderdarstellerin ans Hofburgtheater ihrer Heimatstadt Wien geholt. Dieser bedeutenden Spielstätte blieb sie acht Jahre lang verbunden. Als junge Erwachsene begann Austerlitz auf Wanderschaft zu gehen und nahm zahlreiche Engagements an österreichische Provinzbühnen wie Reichenberg, Saaz und Laibach an. Später kamen auch Spielstätten im Deutschen Reich hinzu, so etwa zu Beginn des 20. Jahrhunderts Mainz, wo Marianne Austerlitz zwei Jahre lang am Stadttheater wirkte, und anschließend Regensburg. Hier konnte man sie insgesamt drei Spielzeiten sehen. Danach ging sie mit dem Wiesbadener Operetten-Ensemble auf Tournee.
Unmittelbar darauf, im Jahre 1906, folgte die Künstlerin erneut einem Ruf an das Reichenberger Stadttheater, wo sie bereits 1865 und 1868 aufgetreten war. Dieser Bühne wie auch diesem Ort blieb sie ihr restliches Leben verbunden. Im Fach der Komischen Alten, im Lustspiel, dem Volksstück wie auch in der Operette, feierte die Künstlerin ihre größten Erfolge. Im April 1928 feierte die Marianne Austerlitz mit ihrer Mitwirkung in Operette In der Johannisnacht (Rolle: Helenes Großmutter) von Robert und Jean Gilbert zugleich ihr 70-jähriges Bühnenjubiläum. Hochbetagt wurde die jüdische Künstlerin 1938 von der Annexion ihrer Heimat seit 32 Jahren isoliert. Am 7. August 1942 überstellte man die Greisin als Pflegefall in das Städtische Versorgungsheim. Dort verliert sich die Spur der 93-jährigen, vermutlich verstarb sie wenig später.

## Weblink
- Biografie